# Referendum na Słowacji w 2015 roku

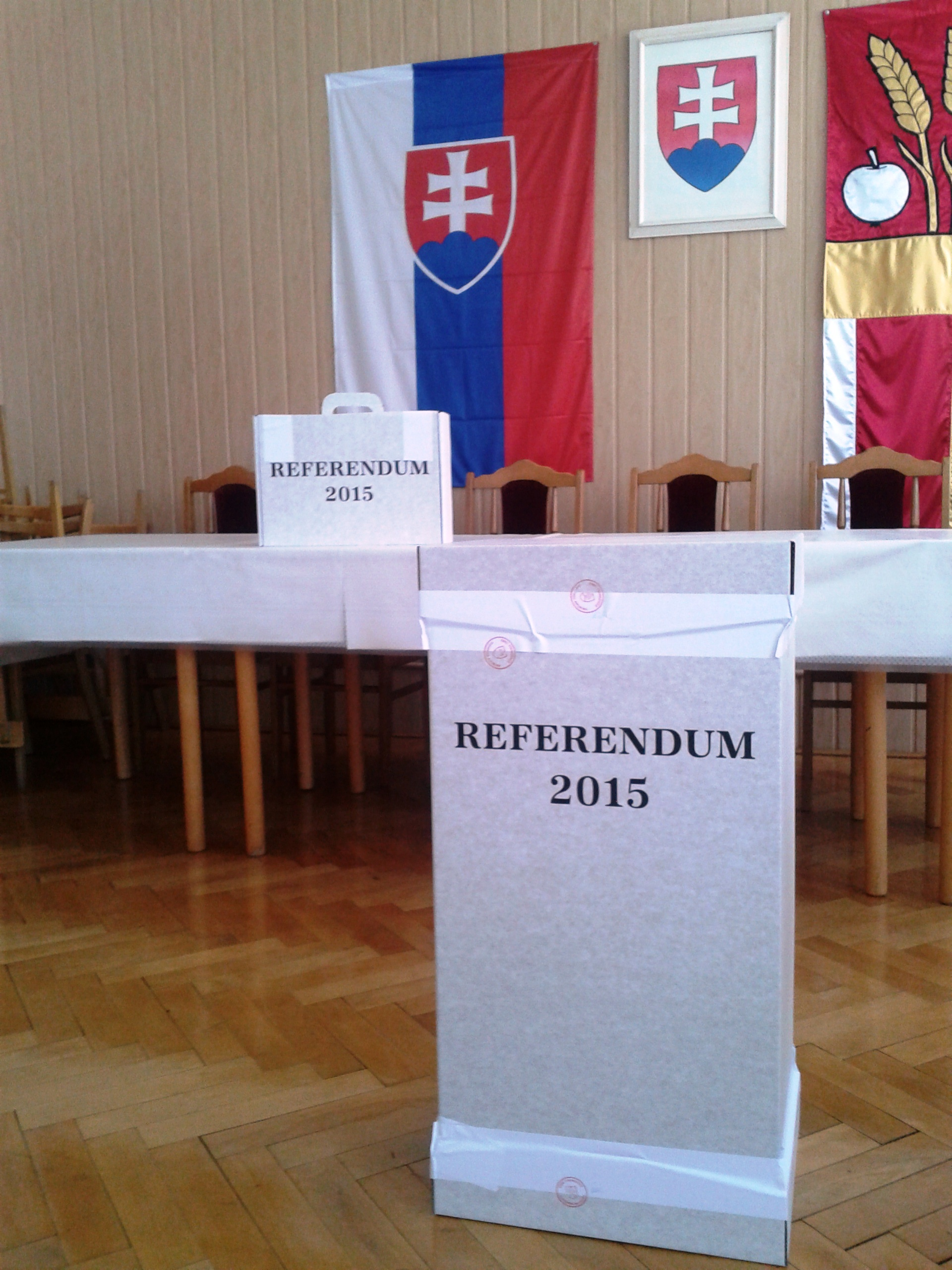
Urna referendalna

Referendum na Słowacji w 2015 roku odbyło się 7 lutego. Aby było wiążące, musiało wziąć w nim udział ponad 50% uprawnionych do głosowania.

## Tło
Referendum zostało rozpisane z inicjatywy organizacji Aliancia za rodinu (Sojusz na rzecz Rodziny), która zebrała ok. 400 000 podpisów pod wnioskiem o referendum.
W inicjatywie referendalnej zawarte było ponadto pytanie dotyczące zakazu wprowadzenia do słowackiego prawa instytucji związków partnerskich, zostało ono jednak uznane przez Sąd Konstytucyjny za niezgodne z ustawą zasadniczą. Sąd zbadał pytania referendalne na wniosek prezydenta Andreja Kiski.
W słowackiej konstytucji zapisana już jest (od czerwca 2014) definicja małżeństwa jako związku mężczyzny i kobiety, wprowadzona w drodze poprawki przyjętej wspólnie przez opozycyjny Ruch Chrześcijańsko-Demokratyczny (KDH) oraz rządzącą partię SMER.
Referendum odbywało się w atmosferze bojkotu ze strony społecznie liberalnych Słowaków; papież Franciszek natomiast, wspierając referendum, pobłogosławił „broniących rodziny” Słowaków i słowacki Kościół.

## Pytania
Słowacy odpowiedzieli na trzy pytania:
1. Czy zgadzasz się, że małżeństwem nie może nazywać się żadna forma współżycia inna niż związek między jednym mężczyzną a jedną kobietą?
2. Czy zgadzasz się, że parom lub grupom osób tej samej płci nie powinno przysługiwać prawo przysposobienia (adopcji) dzieci i ich wychowywania?
3. Czy zgadzasz się, że szkoła nie może wymagać udziału dzieci w lekcjach dotyczących zachowań seksualnych lub eutanazji, jeśli rodzice lub same dzieci nie zgadzają się z treścią takiego nauczania?

## Wyniki
| Pytanie                                         | Tak     | Tak   | Nie    | Nie  | Głosy nieważne | Głosy nieważne | Razem   | Liczba zarejestrowanych wyborców | Frekwencja |
| Pytanie                                         | Głosy   | %     | Głosy  | %    | Głosy          | %              | Razem   | Liczba zarejestrowanych wyborców | Frekwencja |
| ----------------------------------------------- | ------- | ----- | ------ | ---- | -------------- | -------------- | ------- | -------------------------------- | ---------- |
| Pytanie 1 – małżeństwo                          | 892,719 | 94.50 | 39,088 | 4.13 | 12,867         | 1.37           | 944 674 | 4 411 529                        | 21.41%     |
| Pytanie 2 – adopcja                             | 873,224 | 92.43 | 52,389 | 5.54 | 19,061         | 2.03           | 944 674 | 4 411 529                        | 21.41%     |
| Pytanie 3 – Edukacja seksualna                  | 853,241 | 90.32 | 69,349 | 7.34 | 22,084         | 2.34           | 944 674 | 4 411 529                        | 21.41%     |
| Źródło: Urząd Statystyczny Republiki Słowackiej |         |       |        |      |                |                |         |                                  |            |

Referendum zostało uznane za nieważne, z uwagi na zbyt niską frekwencję - do urn wybrało się 21,41% uprawnionych do głosowania.